# Gondrexange

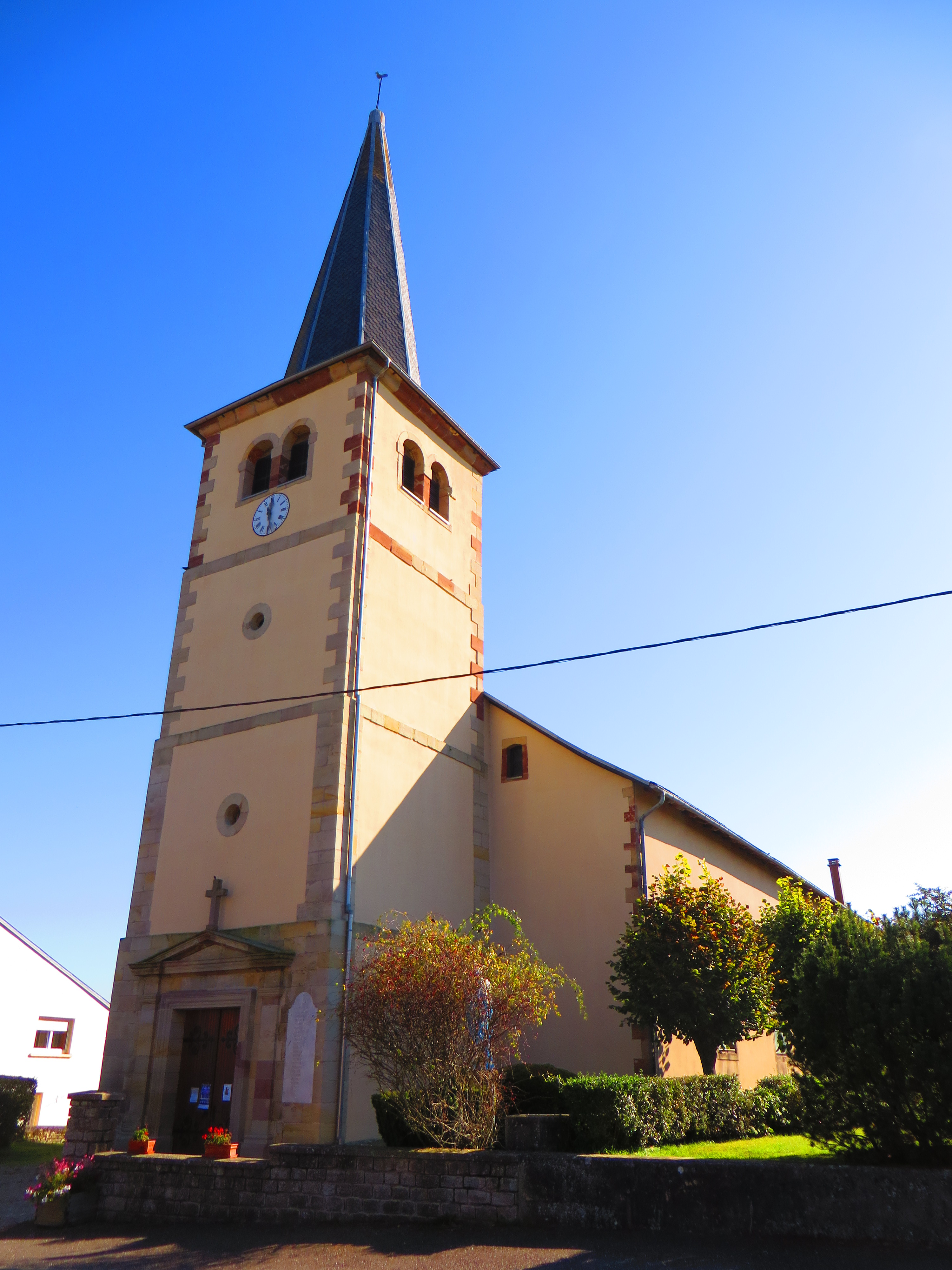
Kirche St. Luc

Gondrexange (deutsch Gunderchingen) ist eine französische Gemeinde mit 504 Einwohnern (Stand 1. Januar 2022) im Département Moselle in der Region Grand Est (bis 2015 Lothringen).

## Geographie
Die Gemeinde Gondrexange liegt elf Kilometer südwestlich von Sarrebourg (Saarburg) am Rhein-Marne-Kanal. Das Gemeindegebiet ist Teil des Regionalen Naturparks Lothringen.
Zur Gemeinde gehört fast der gesamte 7 km² große Weiher von Gondrexange (Gunderchinger Weiher). Der Weiher wurde ursprünglich im 14. Jahrhundert für die Fischzucht angelegt und beim Bau des Rhein-Marne-Kanals als Wasserreservoir erschlossen und vergrößert. Er dient auch der Speisung des Saarkanals, der im Weiher vom Rhein-Marne-Kanal abzweigt. Der Weiher wird vom namensgleichen Bach Gondrexange durchquert, der zur Saar entwässert. In den Jahren 1880 bis 1882 erhielt das Gewässer durch Erhöhung des Dammes sein heutiges Fassungsvermögen.
Etwas westlich von Gondrexange liegen der Hof La Canardière (Entenhof) und das Schloss Ketzing, nordöstlich das Gut Haut-Ghor (Kaisermatt).

## Geschichte
1121 wurde der Ort erstmals als Gunderchinga erwähnt. Weitere ältere Ortsnamen sind Gunnedrekin, Gundrekin (1401), Gondresenges, Gunderchingen (1460), Gondrechingen (1519), Guldelinger (1552) und Gunderichingen, Gondrechanges (1751). Der Ort gehörte früher zu Lothringen und dem Bistum Metz.
1401 übergab Bischof Rudolf von Metz die Hälfte des Gunderchinger Weihers an Herzog Karl II. von Lothringen und die andere an die Herrschaften Leiningen, Rixingen und Lützelstein. Im Friede von Vincennes kam die lothringische Hälfte des Weihers 1661 zu Frankreich.
Durch den Frankfurter Frieden vom 10. Mai 1871 kam die Region an das deutsche Reichsland Elsaß-Lothringen und das Dorf wurde dem Kreis Saarburg im Bezirk Lothringen zugeordnet. Die Dorfbewohner betrieben Ackerbau und Viehzucht. Nach dem Ersten Weltkrieg musste die Region aufgrund der Bestimmungen des Versailler Vertrags 1919 an Frankreich abgetreten werden und wurde Teil des Département Moselle. 
Im Zweiten Weltkrieg war die Region von der deutschen Wehrmacht besetzt. Am Kriegsende wurde der Ort durch Kampfhandlungen zerstört.
1915–1918 und 1940–1944 wurde der Ort in „Gunderchingen“ umbenannt.

### Bevölkerungsentwicklung
| Jahr      | 1962 | 1968 | 1975 | 1982 | 1990 | 1999 | 2007 | 2019 |
| Einwohner | 480  | 508  | 526  | 469  | 435  | 459  | 474  | 501  |